# Nihal
Nihal (beta Leporis) is een heldere ster in het sterrenbeeld Haas (Lepus). De alternatieve naam Nibal zou op een fout berusten. De naam is afgeleid van het Arabische Nihal, نهال, hetgeen 'drinkende kamelen' zou betekenen.